# Rinorea cerasifolia
Rinorea cerasifolia är en violväxtart som beskrevs av M. Brandt. Rinorea cerasifolia ingår i släktet Rinorea och familjen violväxter. Inga underarter finns listade i Catalogue of Life.